# 120 mm Mörsergranate Strix
Das Strix ist ein gelenktes (selbstzielsuchendes) 120-mm-Mörsergeschoss aus schwedischer Produktion. Es dient zur Bekämpfung von Kampfpanzern und gepanzerten Fahrzeugen. Strix war bei ihrer Einführung die weltweit erste serienreife präzisionsgelenkte Mörsermunition.

## Entwicklung
Strix wurde konzipiert, um Panzerverbände auf dem Marsch mit präzisem, indirektem Feuer zu bekämpfen. Im Jahr 1984 begann bei Bofors und FFV die Entwicklung. Im Oktober 1988 wurden die ersten Exemplare zu Testzwecken an die schwedischen Streitkräfte ausgeliefert. Eine Liefervereinbarung wurde 1991 unterzeichnet und die ersten Strix wurden 1994 an die schwedischen Streitkräfte ausgeliefert. Danach wurde Strix auch an die Schweizer Armee geliefert. Dort trägt Strix die Bezeichnung 12 cm Minenwerfer intelligentes Geschoss 96 STRIX (12 cm Mw int G 96 STRIX).

## Technik
Strix wird aus konventionellen 120-mm-Mörsern verschossen. Daneben kann er auch aus den 12 cm Festungsminenwerfer 1959 der Schweizer Armee sowie aus fahrzeuggebundenen Mörsern verschossen werden. Vor dem Abschuss müssen dem Geschoss Navigationsdaten sowie die Aktivierungszeit für die Such- und Lenkphase einprogrammiert werden. Dies geschieht innerhalb weniger Sekunden durch eine externe Feuerleit-Computereinheit. Somit benötigt Strix keinen vorgeschobenen Beobachter und keinen Zielbeleuchter.
Strix verfügt in der Geschossspitze über einen Infrarot-Suchkopf, der autonom nach Zielen sucht und die Lenkwaffe darauf zusteuern kann. Hinter dem Suchkopf ist ein Bordcomputer, ein Trägheitsnavigationssystem und eine Thermalbatterie untergebracht. Dahinter befindet sich ein Raketentriebwerk, welches über einen Ring von 12 seitlichen Steuerdüsen verfügt und für Kurskorrekturen im Zielanflug benötigt wird. Hinter dem Triebwerksteil befindet sich der Hohlladungsprengkopf. Strix wird für den Abschuss mit einem Ladungsträger, einem speziellen Mörsergranaten-Heckteil, in den Mörser geschoben. An diesem Heckteil lassen sich Sekundärladungen (Ladung 1 bis 8) befestigen, wie bei einer konventionellen Mörsergranate auch. Der Ladungsträger fällt rund 50 m nach dem Verlassen des Rohres auf die Erde zurück. Für größere Schussdistanzen kann ein zusätzliches Raketentriebwerksteil am Heck angebracht werden. Das Zusammenkoppeln mit dem Strix-Geschoss erfolgt durch den Abschussschock. Nach dem Verlassen des Rohres wird der Raketenantrieb automatisch gezündet. Dieser wird vor dem Aktivieren des Suchkopfes über dem Zielraum abgestoßen.
Die Strix-Munition wird wie konventionelle Munition auf einer ballistischen Flugbahn verschossen. Nach dem Verlassen des Mörserrohres entfalten sich am Geschossheck zwei Faltleitwerke, welche das Geschoss während des Fluges stabilisieren. Über dem Zielraum, in der Endphase der Flugbahn, wird die Schutzhaube des Infrarot-Suchkopfes abgesprengt. Der Suchkopf scannt das Zielgebiet, verursacht durch den Geschossdrall, kreisförmig ab. Dabei beträgt der Suchradius rund 150 m. Der Suchkopf arbeitet auf einer Wellenlänge von 3 bis 5 µm und erkennt Fahrzeugziele anhand von bestimmten Charakteristika. Z. B. kann er zwischen intakten und außer Gefecht gesetzten Kampfpanzern unterscheiden. Ebenso kann er bei Tag und Nacht getarnte Ziele entdecken. Sobald ein Ziel erkannt wird, steuert Strix mit Hilfe der seitlichen Steuerdüsen auf das Ziel zu. Beim Aufschlag zündet der Hohlladungsprengkopf. Dieser hat eine Durchschlagsleistung von 600–700 mm RHA. Der Sprengkopf verfügt über genügend Leistung, um Reaktivpanzerung und die dahinter liegende Hauptpanzerung zu durchschlagen.
Durch den steilen Anflugwinkel ist Strix nur schwer durch abstandsaktive Schutzsysteme zu bekämpfen. Nebelmittelwurfanlagen mit multispektralen Nebelmitteln sowie Infrarot-Tarnnetze können einen Schutz gegen die Strix-Munition bieten. Die Treffererwartung gegen ein fahrendes Ziel soll bei 20 % und gegen ein stehendes Ziel bei 75 % liegen.

## Verbreitung
- Schweden
- Schweiz